# Mycale dubia
Mycale dubia är en svampdjursart som först beskrevs av Voldemar Czerniavsky 1880.  Mycale dubia ingår i släktet Mycale och familjen Mycalidae.
Artens utbredningsområde är Svarta Havet. Inga underarter finns listade i Catalogue of Life.